# Mago
Mago je vulkanický ostrov ležící v severozápadní části fidžijského souostroví Lau. Je jedním z největších ostrovů jihozápadního Tichého oceánu v osobním vlastnictví. Původně měl rozlohu 22 čtverečních kilometrů.
Mago leží 267 km severovýchodně od fidžijského hlavního města Suva a 22 km jihozápadně od malého ostrůvku Namalata, poblíž Vanua Balavu, kde stále bydlí potomci původních obyvatel ostrova Mago. Mago je v současnosti poměrně zaostalý, obydlený pouze několika správci indofidžijského původu.

## Historie
Během 60. let 19. století zde byly založeny bavlníkové plantáže bratry Ryderovými z Austrálie. Bratři Ryderové byli následováni rodinou Borronů, kteří zde úspěšně mnoho let provozovali kokosové plantáže na výrobu kopry, a kteří fidžijské vládě darovali Borron House – historické sídlo ve Fidžijském hlavním městě Suva.
Počátkem roku 2005 byl ostrov zakoupen hollywoodským hercem a režisérem Mel Gibsonem. Potomci původních domorodých obyvatel ostrova, kteří byli vystěhováni v 60. letech 19. století, protestovali proti Gibsonově koupi ostrova od japonské Tokyu Corporation za 15 milionů USD.